# О, какав диван рат
О, какав диван рат (енгл. Oh! What a Lovely War) је амерички мјузикл из 1969. године.

## Улоге
| Глумац          | Улога                |
| --------------- | -------------------- |
| Џон Милс        | Даглас Хејг          |
| Џон Гилгуд      | Леополд фон Берктолд |
| Лоренс Оливије  | Џон Френч            |
| Мајкл Редгрејв  | Хенри Вилсон         |
| Меги Смит       | музичка звезда       |
| Џек Хокинс      | Франц Јозеф          |
| Ралф Ричардсон  | Едвард Греј          |
| Ванеса Редгрејв | Силвија              |
| Колин Фарел     | Хари Смит            |